# Koko (película)
Koko es un cortometraje colombiano dirigido por Mateo Stivelberg, escrito por Camilo Fonseca y producido por La Guapa Films. Protagonizado por Mario Duarte y Andrés Felipe Torres, el cortometraje fue estrenado el 29 de abril de 2013.

## Sinopsis
El mundo presencia un nuevo tipo de enfrentamiento: mimos contra payasos. Koko es un viejo payaso que guarda un pasado muy oscuro, pero decide irrumpir en la vivienda de un mimo para descubrir la ubicación de los códigos que desactivan una bomba que podría estallar en el centro de comando de los payasos. Cuando no tiene éxito al encontrarlos, Koko debe enfrentar la más difícil de las misiones: hacer que el mimo hable.

## Reparto
- Mario Duarte es Koko
- Andrés Felipe Torres es el mimo